# 查尔斯·西蒙尼
查尔斯·西蒙尼（英語：Charles Simonyi，1948年9月10日—），生于匈牙利布达佩斯，原名西蒙尼·卡羅利，软件開發專家，曾任微軟公司的產品開發主任。
西蒙尼是微软的早期员工之一，他曾在十多年间主持Microsoft Office各个部件程序的开发工作。坚持面向对象的软件开发运程，为Microsoft Office主宰世界市场立下汗马功劳。
由于他名下所持的微软股份增值迅速，西蒙尼的身价自2005年超过了十亿美金，现在他在《福布斯》世界富豪榜上居第四百位左右。
2007年，西蒙尼从微软辞职并创办了「Intentional Programming」公司，他的公司力求创造新的软件开发模式。

## 成长与成就
西蒙尼生与匈牙利布达佩斯一个电子学教授之家，中学时代他就酷爱电脑科学和数学，那时他仅能在晚间为大学实验室打杂工，实验室里有一台笨重的苏联制乌拉尔二号电脑（Ural II），西蒙尼很快就通过自学掌握了该电脑的全部操作指令并自行开发出一个Fortran语言程序编译器。
1966年西蒙尼中学毕业后，他籍着开发程序编译器的工作经验在丹麦「A/S Regnecentralen」计算中心找到第一份工作。两年后，他用工作攒下的钱来到美国加利福尼亚州进入加大柏克萊分校学习工程應用数学及数理统计。
1972年西蒙尼从加大毕业后，进入斯坦福大学研究生班学习深造计算机科学。在学习期间他还在施乐公司兼职工作。他在导师的指导下和公司同事合作开发出当时领先的可视见（WYSIWYG）文本编辑软件BRAVO。1977年他以优异成绩取得了斯坦福大学的博士学位。
1981年，施乐的同事Metcalfe建议他向微软公司主席比尔盖茨写信毛遂自荐。盖茨很快就批准了西蒙尼的申请并重用他主持Multiplan软件的开发工作。Multiplan即Microsoft Excel的前身。西蒙尼成功地采用一项新设计准则使得Multiplan软件能在多个运行平台（又称操作系统）上工作。尽管后来微软的DOS操作系统迅速普及使得该软件可移植性意义相对不大，但是西蒙尼的创举令盖茨对他深为赏识，两人密切合作。
其后数年，在西蒙尼、盖茨的领导下微软将升档为Excel試算表，他针对微软的程序员们各自有独特风格、不擅长团队合作之陋习创导了匈牙利命名法。匈牙利范式是一种变量名和程式名、构件名统一命名的标准，后来成为世界软件行业的一种行业标准，保障了微软程序的质量和源代码的易读性、可维护性。
西蒙尼还创导了「宏程序」（metaprogramme）与「宏程序员」（metaprogrammer）的概念，其目的在于增强对软件开发的管理，但比较鲜为人知。
自八十年代至九十年代微软的蓬勃发展充分证明了西蒙尼的出色产品计划、项目计划与项目管理才能。盖茨则保证他成为世界上最高薪的软件开发人员。
到了2002年，西蒙尼离开微软，与生意夥伴Gregor Kiczales开创「Intentional Software」公司去继续他们的未圓之梦。
到了2005年，西蒙尼被福布斯杂志列入了当年十亿美元超级富翁的名单之内并保持至今，在成名与获利之际西蒙尼热衷于慈善事业。每年捐助一千万美元至五千万美元给各项科学基金、公益事业。如在二〇〇四年他把荣获的年度信息系统奖项（Annual Infosys Award）全数捐给了慈善机构。

## 个人生活
西蒙尼现住在美国西雅图地区，业余时间极其喜爱外出航海，他的游船‘思嘉德（Skat）号’被列为美国第八大私家游艇。

## 业余太空人
自2006年初，西蒙尼经常在俄罗斯拜科努尔天空城接受宇航飞行训练。据报导，在他受训练期间，他的好友、美国时尚界名媛玛莎·司徒尔特夫人时常来到太空中心为这个‘准太空人’加油打气。
2007年四月八日，进步TMA-10号太空火箭按照俄罗斯联邦航天局的计划发射升空飞往国际空间站。西蒙尼在同好友盖茨（当时不在现场）、玛莎（当时在现场）依依道别之后踏上了他的第一次太空之旅，同行的两名俄罗斯宇航员是费奥多尔·尤尔奇欣和奥列格·科托夫。两天之后，在四月十日，运载火箭与空间站实现对接，西蒙尼正式成为第五名太空游客与第二名祖籍匈牙利的太空人。
另据报导，西蒙尼为此次太空旅行支付高达2500百万美元。所费不菲、好处是俄罗斯联邦航天局答应让进步号火箭荷载不少他所喜爱的食品上太空同别的宇航员们一齐分享。报导中提到他的天空食谱包括米德兰酒、鸭胸肉、鸡胸肉、苹果酱、白米布丁、杏仁semolina饼等，由于品味不凡，有传媒猜测此款食谱系出自精通家政的好友玛莎之手。
西蒙尼于2007年4月21日乘坐进步TMA-9号火箭安全返回地球。